# شوهران مسافر
شوهران مسافر (انگلیسی: Commuter Husbands) یک فیلم سکسنتفاعی کمدی به کارگردانی درک فورد است که در سال ۱۹۷۲ منتشر شد. از بازیگران آن می‌توان به رابین بیلی و گابریل دریک اشاره کرد.